# 乙酰丙酮镱
乙酰丙酮镱是一种配位化合物，化学式为Yb(C5H7O2)3，或简写为Yb(acac)3，其结构与钕、铕、钬的乙酰丙酮配合物不一样，其相邻Yb-Yb的距离为8.3 Å。它的三水合物和2,2'-联吡啶在乙醇中反应，可以得到Yb(acac)3(bpy)。